# Dudley Robert Herschbach
Dudley Robert Herschbach (San José, Estados Unidos, 18 de junio de 1932) es un matemático, químico y profesor universitario galardonado con el Premio Nobel de Química del año 1986, por sus contribuciones sobre la dinámica de los procesos químicos elementales.

## Biografía
Estudió en la Universidad de Stanford, donde se graduó en 1954 y 1955 respectivamente en matemáticas y química. Posteriormente se doctoró en química en la Universidad de Harvard en 1958, e inició su tarea docente en fisicoquímica en la Universidad de Berkeley, para retornar en 1963 a Harvard. Desde 2005 es profesor de física en la Universidad de Texas.

## Investigaciones científicas
Junto a Yuan T. Lee fue uno de los primeros científicos en adoptar la técnica de los haces moleculares con fines de investigación química. La creación en 1959 de un aparato con el cual dos haces, cada uno de ellos formado por partículas de una misma substancia, podían entrecruzarse permitió la colisión de átomos y moléculas de diferentes especies, reaccionando entre sí. Esta colisión permitió observar como el producto resultante escapa del lugar en el que se cruzan los haces. Con el uso de una variedad de detectores de partículas se puede determinar la energía de los productos de la reacción y la forma en que esta energía se distribuye entre las diferentes formas posibles, como la translación (movimiento de la molécula en su conjunto), la vibración (oscilaciones internas de las partes de las moléculas) y la rotación.
En 1986 fue galardonado, junto con su colaborador Yuan T. Lee y el químico canadiense John C. Polanyi, con el Premio Nobel de Química por el desarrollo de la dinámica de procesos químicos elementales.
| Predecesor: Herbert A. Hauptman Jerome Karle | Premio Nobel de Química 1986 | Sucesor: Donald J. Cram Jean-Marie Lehn Charles J. Pedersen |

- Datos: Q243196
- Multimedia: Dudley R. Herschbach / Q243196